# Strengeriana fuhrmanni
Strengeriana fuhrmanni is een krabbensoort uit de familie van de Pseudothelphusidae. De wetenschappelijke naam van de soort is voor het eerst geldig gepubliceerd in 1912 door Zimmer.